# 福尔日莱索 (旧市镇)
福尔日莱索（法語：Forges-les-Eaux，法語發音：[fɔʁʒ le.z‿o]）是法国滨海塞纳省的一个旧市镇，属于迪耶普区。2016年，福尔日莱索与市镇勒福塞合并为新的福尔日莱索。

## 地理
福尔日莱索（49°36'45"N, 1°32'41"E）面积5.22 平方千米，位于法国诺曼底大区滨海塞纳省，该省份为法国北部沿海省份，其西部及北部濒大西洋英吉利海峡，东起顺时针与索姆省、瓦兹省、厄尔省和卡爾瓦多斯省接壤。
与福尔日莱索接壤的市镇（或旧市镇、城区）包括：圣桑松堡、勒福塞、布赖地区龙什罗勒、塞爾克。

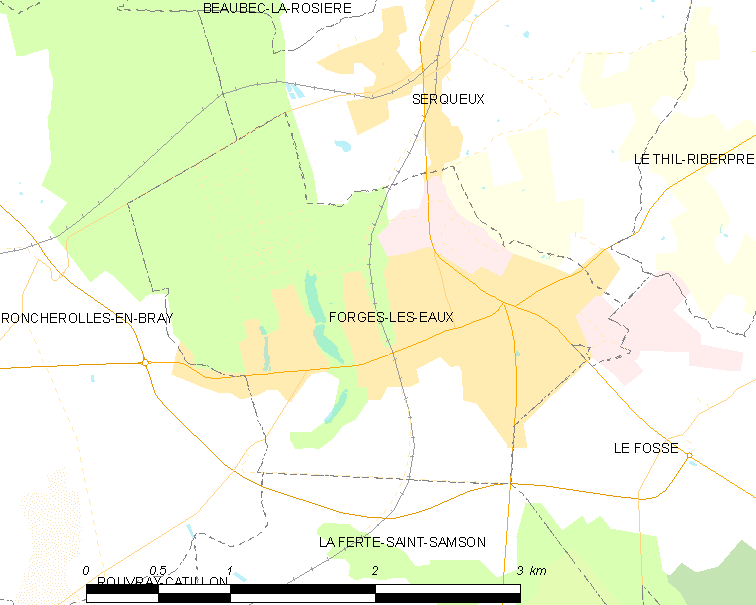
的OSM定位图

福尔日莱索的时区为UTC+01:00、UTC+02:00（夏令时）。

## 行政
福尔日莱索的邮政编码为76440，INSEE市镇编码为76276。

## 政治
福尔日莱索所属的省级选区为布赖地区古尔奈县。

## 人口

1962-2008年间人口变化图示

福尔日莱索于2018年1月1日时的人口数量为3318人。